# Hanging Rock (Victoria)

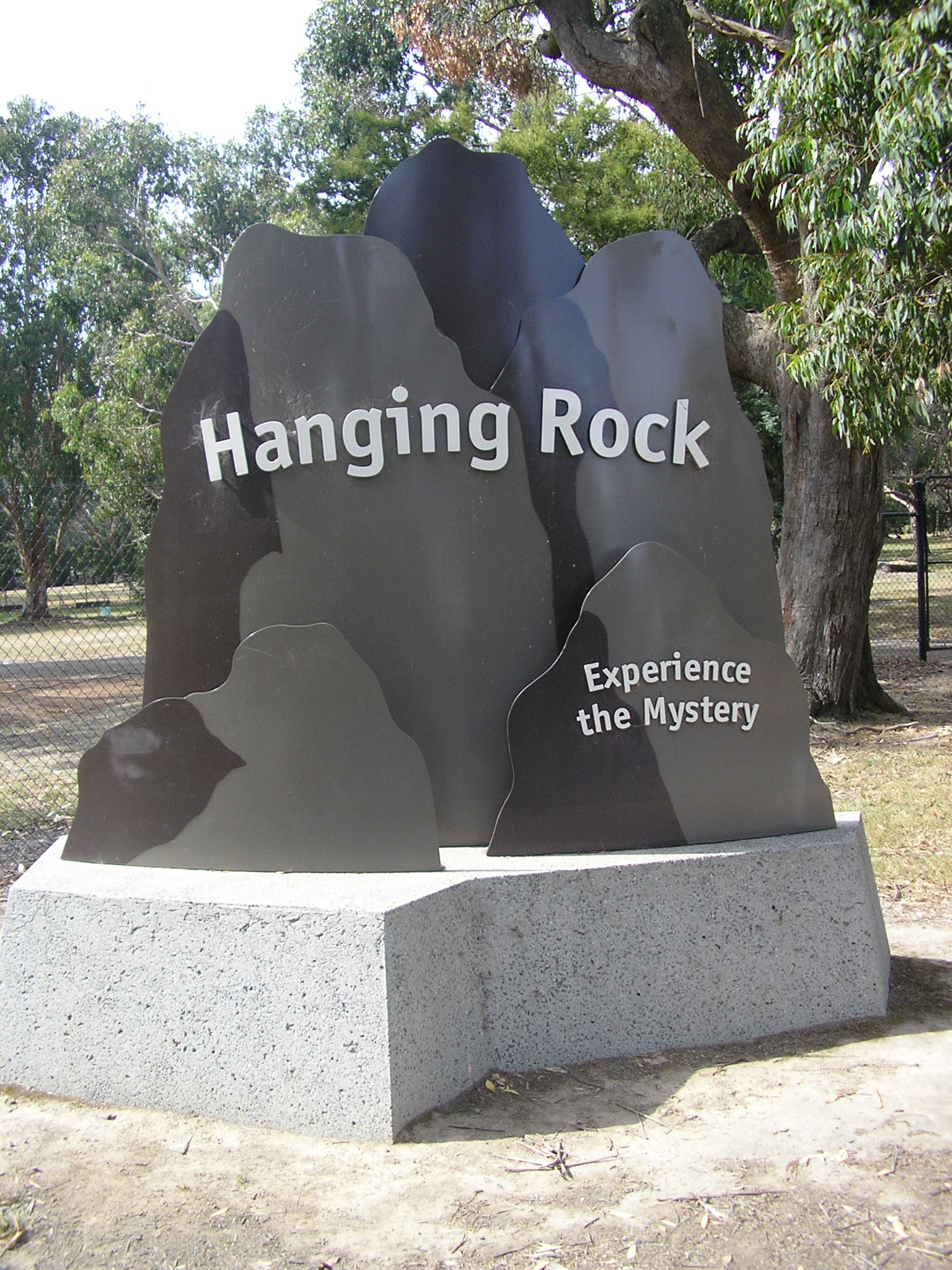
Ingresso a Hanging Rock

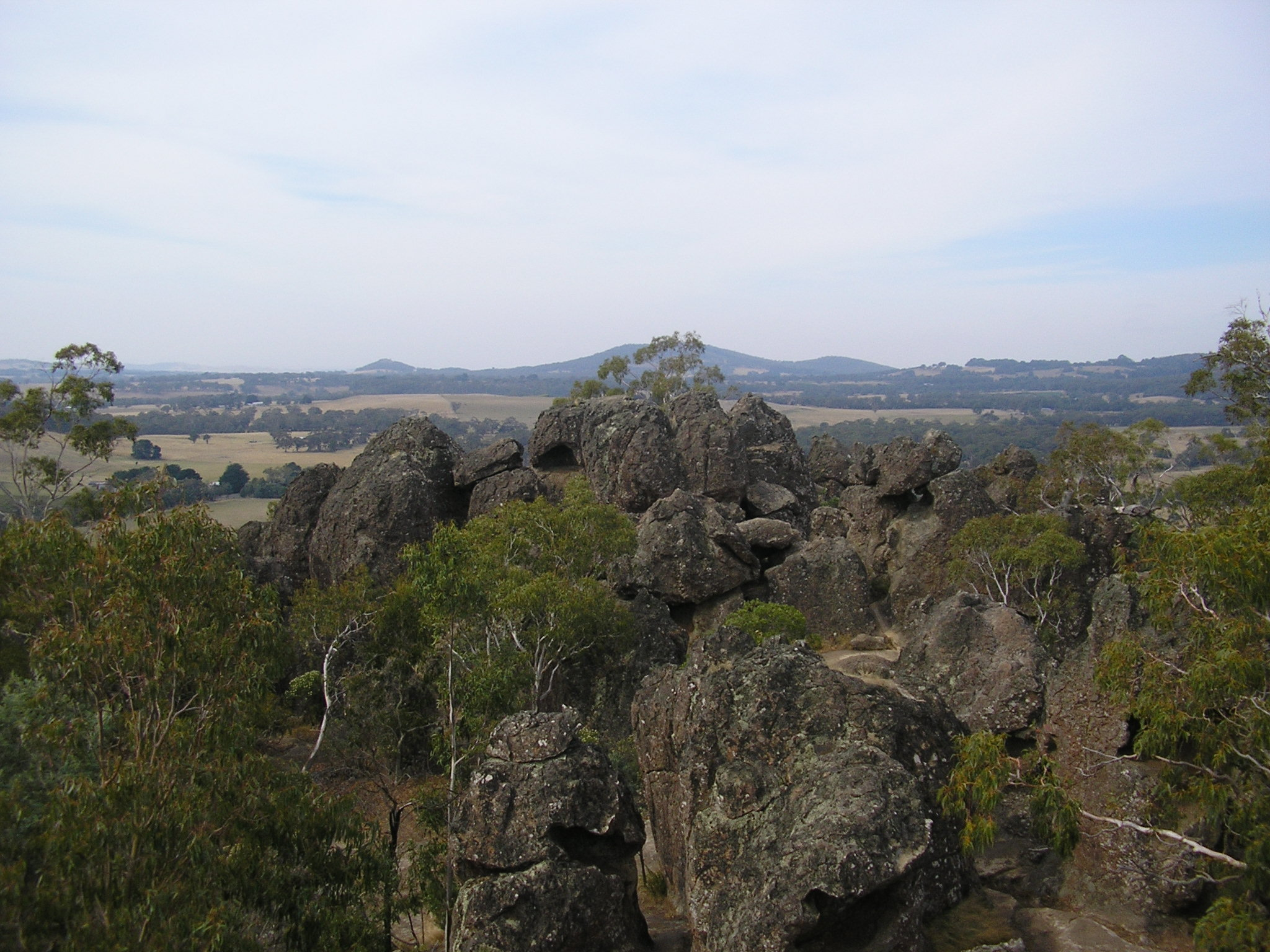
Formazioni rocciose ad Hanging Rock

Hanging Rock (formalmente nota come Monte Diogene), nello Stato del Victoria centrale, in Australia, è una formazione geologica distinta, a 718 m s.l.m. (105 m al di sopra del livello della pianura) sita nella pianura tra le due cittadine di Newham e Hesket, approssimativamente a 70 km a nord-ovest di Melbourne e a pochi chilometri a nord di Monte Macedon, un ex vulcano. Hanging Rock si trova all'interno del territorio della nazione Wurundjeri. Sarebbe stata evitata molto spesso perché si riteneva che fosse abitata da spiriti.

## Hanging Rock
Hanging Rock è un mammellone, creatosi 6,25 milioni di anni fa da un magma rigido fuoriuscente da un camino e solidificatosi sul posto. Considerato spesso come un "tappo" vulcanico, in realtà non lo è. In prossimità di esso esistono altri due mammelloni, formatisi nello stesso periodo: il Camels Hump ("Gobba di Cammello"), a sud, sul Monte Macedon, e il Crozier's Rocks, ad est. Questi tre mammelloni sono costituiti da solvsbergite, una forma di trachite reperibile soltanto in altri due o tre luoghi al mondo. mentre il magma di Hanging Rock si raffreddava e si contraeva, si spaccò in colonne grezze. Queste, nel tempo, vennero erosi nei molti pinnacoli oggi visibili.
Hanging Rock contiene numerose formazioni rocciose distinte, compresa la stessa 'Hanging Rock' (un masso sospeso tra altri massi, sotto cui ci trova il principale sentiero di ingresso), la Colonnade, l'Eagle e l'UFO. La vetta più alta di Hanging Rock si trova a 718 metri sul livello del mare e a 105 metri sul livello della pianura. Hanging Rock si trova nel territorio della nazione Wurundjeri. Esso sarebbe stato spesso evitato poiché si riteneva abitato da spiriti.
Il nome ufficiale della roccia, Monte Diogene, le venne conferito dal suo custode Robert Hoddle nel 1844, proseguendo la tradizione dei numerosi nomi presi dalla storia greca conferiti dall'esploratore Thomas Mitchell durante la sua spedizione attraverso il Victoria nel 1836, che passò in vicinanza di Hanging Rock. Altri nomi del genere sono "Monte Macedon", "Monte Alessandro" e "Fiume Campaspe".
Hanging Rock costituisce il centro della Riserva Ricreativa di Hanging Rock, una riserva pubblica gestita dal governo locale. La riserva comprende anche una foresta, una pista equestre, aree da picnic, ruscelli, un bar e un interpretation centre dedicato alla comprensione del luogo. La riserva costituisce l'habitat per vari endemismi di floristici e faunistici, tra cui koala, wallaby, opossum, aquile e kookaburra. Da più di un secolo vi si tengono corse di cavalli. Le più importanti competizioni dell'anno si disputano a Capodanno e in occasione dell'Australia Day. La riserva è aperta al pubblico durante il giorno, sette giorni la settimana. Il biglietto si paga a veicolo. È possibile il campeggio, previ accordi.
"Gli amici dell'Hanging Rock" sono un gruppo, nato nel 1987, che organizza eventi per il pubblico, come le "notti all'aria aperta" (vi si può entrare in contatto attraverso il ranger).
L'Hanging Rock è registrato nell'elenco Register of the National Estate.

## Influenza nella letteratura e nel cinema
Hanging Rock è il luogo di ambientazione del romanzo Picnic a Hanging Rock, scritto da Joan Lindsay e pubblicato nel 1967. Il romanzo, che non è ispirato a una storia vera, racconta della scomparsa di alcune studentesse durante una visita al luogo. La spiegazione della loro scomparsa era narrata nel capitolo finale del libro, ma la scrittrice eliminò questo capitolo su ordine dell'editore, pensando che il mistero sarebbe stato più intenso senza di esso.
Dal romanzo è stato tratto il film Picnic ad Hanging Rock del 1975, diretto da Peter Weir. Il successo del film ha portato a un sostanziale incremento delle visite al luogo e a un rinnovato interesse rispetto alle leggende che lo circondano.
Yvonne Rousseau ha scritto un libro intitolato The Murders at Hanging Rock, pubblicato nel 1980, nel quale vengono passate al vaglio le possibili spiegazioni per la scomparsa delle ragazze, nel caso in cui la storia fosse realmente accaduta.
Come risultato di un sempre crescente interesse, comunque, il capitolo finale del romanzo è stato infine pubblicato nel 1987 in un altro libro dal titolo The Secret of Hanging Rock.